# بيتر ميلور
بيتر ميلور (بالإنجليزية: Peter Mellor)‏ (20 نوفمبر 1947 في المملكة المتحدة - ) هو لاعب كرة قدم بريطاني في مركز حراسة المرمى. لعب مع نادي بورتسموث ونادي بيرنلي ونادي تشيسترفيلد ونادي فولهام ونادي هيرفورد وإدمونتون دريلرز ‏ ونادي ويتون ألبيون.

## وصلات خارجية
- بيتر ميلور على موقع قاعدة بيانات كرة القدم.إي يو (الإنجليزية)